# سار-سار
سار-سار (به لاتین: Sar-Sar) یک منطقهٔ مسکونی در روسیه است که در شهرستان کیزلیارسکی واقع شده‌است.